# Luz de Liébana
Luz de Liébana es una publicación periódica lebaniega fundada en Potes en 1960 por Ambrosio Cuesta. De carácter apolítico, tiene como objetivo ser órgano de expresión y unión de todos los habitantes de la comarca.
Luz de Liébana nació en 1960 de la mano del párroco de Baró, Ambrosio Cuesta. Su primer director fue Florencio de la Lama Bulnes, para pasar después la dirección a Ambrosio Cuesta; tras la retirada de Cuesta, el siguiente director fue Juan José Caldevilla, párroco de Potes, con Pedro Álvarez Fernández como redactor jefe (a quien sucedió José Redondo). La publicación llegó a ser de referencia para la comarca y para la comunidad lebaniega en el exterior, llegando a vender casi 3000 ejemplares y a tener suscriptores en diecinueve países (España y otros nueve países europeos, ocho países americanos y Australia).
Originalmente Luz de Liébana salió volcada con temas relacionados con la iglesia, per pronto se abrió a temas generales, excepción hecha de la política, negándose incluso a ser plataforma publicitaria en las primeras elecciones tras la dictadura.